# Société Nationale des Chemins de Fer Luxembourgeois

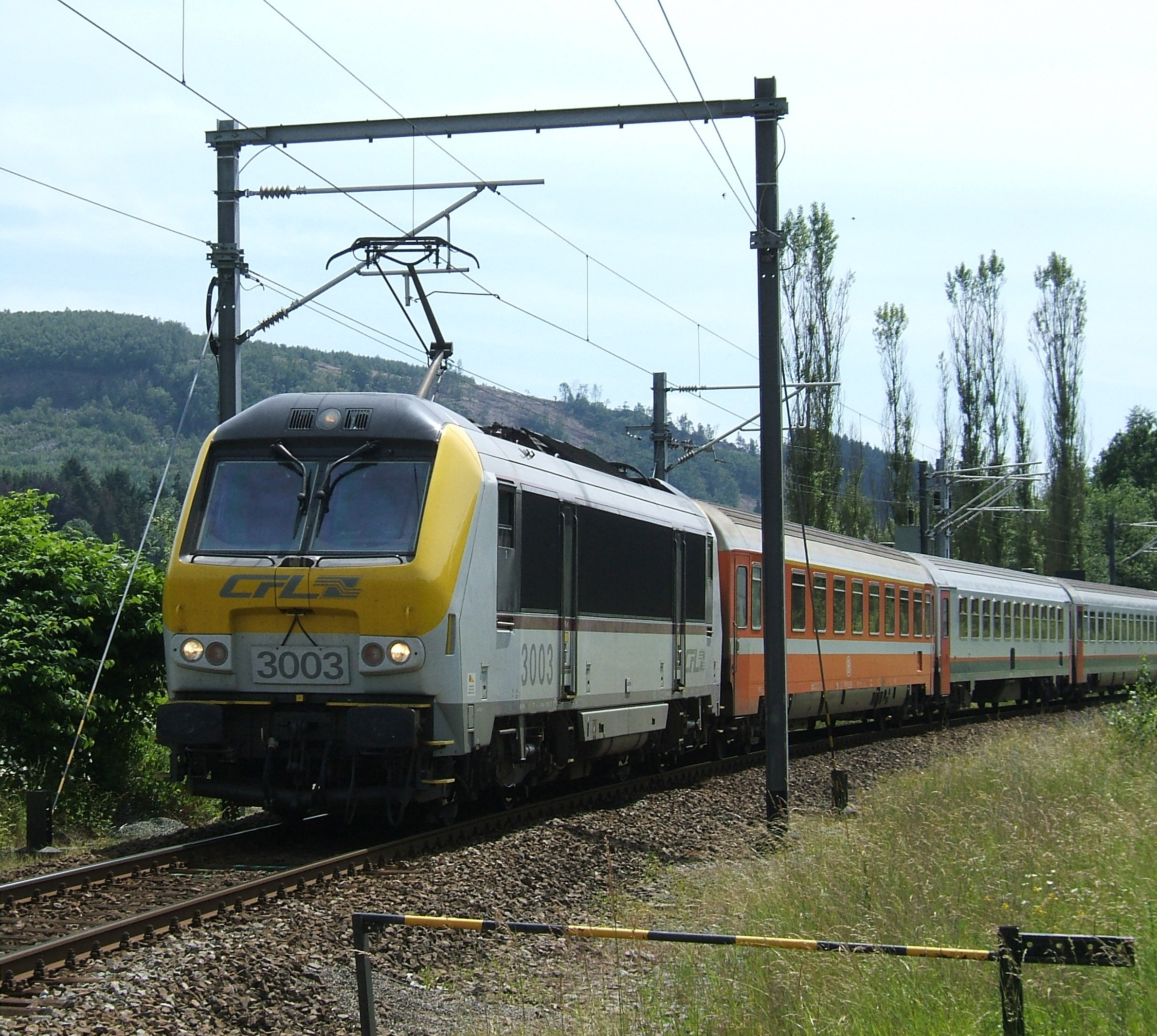
Lokomotiva CFL na trati Lucemburk - Lutych

Société Nationale des Chemins de Fer Luxembourgeois (VKM: CFL) je lucemburská železniční společnost provozující osobní dopravu a drážní infrastrukturu. Společnost byla založena 14. května 1946, v roce 2006 byla z ní byla vyčleněna nákladní doprava do společnosti CFL cargo, která je společným podnikem CFL a ArcelorMittal.

## Popis lucemburských železnic
Lucembursko má železniční systém o celkové délce 275 km, který se skládá ze 140 km dvojkolejných tratí a 135 km jednokolejných tratí. 243 km tratí je elektrifikovaných, většina napájecí soustavou 25 kV 50 Hz, část pak stejnosměrně 3 kV. Systém je napojen i na železnice všech sousedních zemí (Belgie, Německo a Francie) a vlaky společností z těchto zemí jsou oprávněny vjíždět na území Lucemburska, taktéž vlaky Lucemburska mají právo zajíždět na sousední území.

## Cestující
CFL obsluhuje 6 hlavních linek:

mapa sítě

- Linka 10 Lucemburk - Ettelbrück - Kautenbach - belgická hranice - Lutych, Kautenbach - Wiltz a Ettelbrück - Diekirch
- Linka 30 Lucemburk – německá hranice - Trevír
- Linka 50 Lucemburk - belgická hranice - Brusel
- Linka 60 Lucemburk - francouzská hranice - Thionville/Volmerange-les-Mines (Francie)/Rumelange/Audun-le-Tiche (Francie) a Pétange - Esch-sur-Alzette
- Linka 70 Lucemburk - Pétange - Athus (Belgie)/Longuyon (Francie)
- Linka 80 Arlon (Belgie) - Rodange - Virton (Belgie)